# 김계권
김계권(金係權, 1410년 ~ 1458년)은 조선 전기의 문신으로 호는 묵둔재(默遁齋)이며 본관은 안동(安東).
고조부는 정의대부 판예빈시사 김근중(金斤重), 증조부는 중현대부 전농정(典農正) 김득우(金得雨), 조부는 예조정랑 봉례랑(奉禮郞) 김혁(金革)이며, 비안현감(比安縣監)을 지내고 안동 풍산현 소산리(素山里=금산촌)로 낙향한 김삼근(金三近)의 맏아들이다. 도승지 사간원대사간 성균관대사성 사헌부대사헌을 역임한 정헌공 보백당(寶白堂) 김계행(金係行)은 그의 동생이다.

## 생애
세종때 음보(蔭補)로 관직에 나가 직장(直長), 주부(注簿)를 거쳐 1455년 겸주부(兼主簿)때 원종공신(原從功臣) 3등에 녹훈 되었다. 그 후 조산대부(朝散大夫) 한성부 판관(漢城府 判官)을 역임하였다. 1458년(세조4년)에 사망하였고 묘소는 안동시 풍산읍 소산리 역골 건좌(乾坐)에 있다. 묘표(墓表)는 후손 이조참판(吏曹參判) 김응순(金應淳)이 경상도관찰사(慶尙道觀察使)였을 때 고쳐 세우고 썼다. 배위(配位)의 묘소는 판관부군(判官府君=김계권)의 조후(兆後) 건좌(乾坐)에 있고 묘표가 있다.
그는 장자인 학조대사(道號는 등곡또는황악산인,세조~연산군때의 國師) 영형(永衡)를 위시하여 영전(永銓:사헌부감찰), 영균(永鈞:진사 봉사), 영추(永錘:문과 수원부사), 영수(永銖:사헌부장령)를 두었는데, 막내인 영수의 후손이 가장 번창하였다.
배위 영인(令人) 예천권씨(醴泉權氏)는 1409년(태종9년) 2월 22일 태어나 1496년(연산군2년) 겨울 88세로 사망하였다. 친정아버지는 이조판서 예문관대제학(藝文館大提學) 제평공(齊平公) 권맹손(權孟孫:1390-1456)이고, 할아버지는 성주목사(星州牧使) 권상(權詳)이며, 증조는 영해부사(寧海府使) 권군보(權君保)이다. 외조는 종성부사(鐘城府使) 남적(南績)으로 본(本)은 의령(宜寧)이다. 또한 처외조 남씨(南氏)의 족보(族譜)를 상고(詳考)하건대, 제평공(齊平公) 권맹손은 곧 의정부좌찬성 증영의정 남을경(南乙敬)의 손녀사위이고, 찬성(贊成) 남적(南績)은 곧 남을경의 아들이며, 남적은 태조때 영의정을 지낸 충경공(忠景公) 남재(南在:1351-1419)의 종형제(從兄弟)이다.
슬하(膝下)에 5남6녀를 두니, 1남은 국사(國師) 등곡(燈谷) 학조대사(學祖大師) 영형(永衡)이고, 2남은 사헌부 감찰(司憲府 監察) 영전(永銓)이며, 3남은 진사(進士) 봉사(奉事) 영균(永鈞), 4남은 문과(文科) 수원부사(水原府使) 영추(永錘), 5남은 사헌부 장령(司憲府 掌令) 영수(永銖)이다. 1녀는 아버지가 현감(縣監)인 유유(柳牖)로 진주인(晉州人), 2녀는 현감(縣監) 이장생(李長生)으로 성주인(星州人), 3녀는 주부(主簿) 정훈로(鄭勳老)로 청주인(淸州人), 4녀는 현령(縣令) 한영(韓穎)으로 평산인(平山人), 5녀는 봉사(奉事) 김윤만(金允萬), 6녀는 화천군(花川君) 병조판서 좌참찬 권함(權瑊,1423-1487)으로 안동인(安東人)이다.

## 가문의 성장과정
新안동김씨의 역사는 서기930년경 고려 개국공신 김선평(金宣平,901~ ? )과 함께 시작된다. 김선평은 신라말 안동의 성주(城主)로서 권행(權幸) 장길(張吉)과 더불어 태조 왕건을 도와 개국공신에 책봉되고 태사(太師)의 작위(爵位)를 받은 인물이었다. 지금도 안동에는 이들 3太師를 제향하는 태사묘(太師廟)가 남아 있으며, 약 1000년 동안 金․權․張 3姓의 정신적 구심점으로 기능해 왔다. 그러나 (신)안동김씨는 개국공신의 후손임에도 불구하고 고려시대 내내 사환․학문적으로 두각을 드러내지 못하고 향역(호장,부호장,호장정위)을 세습하는데 만족하였다. 심지어 세계마저 불완전하여 김선평과 김습돈 사이의 대수(약250년 7~8대)를 확인할 수 없으며, 청음(淸陰) 김상헌(金尙憲)의 8대조 김득우(金得雨)이전은 산소의 위치도 알 길이 없다. 이는 같은 개국공신의 후손으로 고려후기부터 명문으로 성장한 안동권씨와는 매우 대조적인 현상이었다.
신안동김씨가 기가(起家)의 조짐을 보이기 시작한 것은 청음의 8대조 김득우(金得雨)때였다. 그는 비록 높은 벼슬은 아니었지만 전농정(典農正)을 지냈으며, 풍산유씨 유난옥(柳蘭玉)의 손녀사위가 됨으로써 풍산유씨와의 세의(世誼:대대로 사귀어 온 정(情))를 확보하게 된다. 유난옥은 바로 선조조에 영의정을 지낸 풍원부원군 서애(西厓) 유성룡(柳成龍)의 8대조이다.
한편 김득우(金得雨,1332~ ? )는 안동권씨 권희정(權希正)가문과의 혼인을 통해서도 가문의 입지를 더욱 신장하게 된다. 김득우는 권희정(權希正)의 딸을 외아들 김혁(金革)의 아내로 삼았는데, 권희정은 세종조에 이조판서 우의정을 지낸 권진(權軫)의 아버지였다. 더욱이 김득우는 권진을 사위로 삼음으로서 안동김씨와 안동권씨 사이에는 연혼․중혼관계가 형성되기에 이른다. 이 혼인은 안동김씨의 사회적 지위와 관련하여 매우 중요한 의미를 지닌다.
당시만 하더라도 신안동김씨는 고려시대 이래로 단 한명의 문과(대과) 급제자도 배출하지 못하고 있었다. 그런 상황에서 비록 사위이기는 하지만 권진(權軫,1357~1435)이 문과를 통해 정승(우의정)의 반열에 오름으로서 그 반사적 효과가 적지 않았던 것이다. 이러한 통혼의 과정에서 김혁은 배상지(裵尙志) 이운후(李云候)와 동서관계를 형성하게 되었다. 배상지(裵尙志,1351~1414)는 고려말의 은사로서 서애 유성룡은 그를 두고 “상설처럼 맑고 옥처럼 정갈하며 위태로운 때를 당하여 고절을 지킨 선비”로 평가하였다. 그의 5세손 배상룡(裵尙龍,寒岡高弟)은 학행으로 명성이 높았으며, 7세손 배삼익(裵三益,1534~1588)은 퇴계 이황의 고제(高弟:제자들 가운데서 학식과 품행이 특히 뛰어난 제자)로서 황해도관찰사를 지냈다. 특히 배삼익의 계열은 조선후기 안동의 대표적인 명망가문으로 성장․발전하였다. 이운후(李云候)는 바로 퇴계 이황의 고조부로서 진성이씨 예안 입향조였다. 이처럼 안동김씨는 혼인을 통해 안동 굴지의 명가들과 연계하였는데, 이는 곧 문호의 신장을 의미하는 것에 다름 아니었다.
한편 신안동김씨는 김득우(金得雨) 김혁(金革) 김삼근(金三近) 대에 이르러 커다란 변화를 수반하게 되었다. 우선 김득우․김혁 부자는 시조 이래 450년 세거지인 안동의 강정촌(江亭村,현재 안동시 정상동 귀래정 부근)을 떠나 풍산현의 불정촌(佛頂村)으로 거처를 옮기게 된다. 이들의 풍산 이거는 처가이며 외가인 풍산유씨(豊山柳氏)의 경제적 기반과 밀접한 관련이 있다. 그러나 풍산현 불정촌(안동시 풍산읍 하리리)도 안동김씨의 영원한 기반이 되지는 못하였다. 왜냐하면 김득우의 손자 김삼근(金三近,1390~1465) 대에 이르러 인근의 소요산(素耀山)으로 이주했기 때문이었다. 소요산은 풍산현의 치소와 5리 정도의 거리에 있으며, 원래의 명칭은 금산촌(金山村=소산리)이었다. 김삼근의 입거를 계기로 풍산 소산은 안동김씨의 <백세터전>으로 자리하게 된다. 현재 안동에서는 이들을 <素山金氏>로 부르고 있으며, 안동.파주.서울.충청 등 경향 일대에 거주하는 신안동김씨 11개파 모두 소산에서 분파된 가문들이다.

## 가족관계
- 시조:김선평(金宣平)
- 시조~중시조 사이 계수(失傳됨)
- 비조부:중시조 김습돈(金習敦)
- 원조부:김여기(金呂基)
- 태조부:김남수(金南壽)
- 열조부:김희(金熙)
- 천조부:김자(金資)
- 고조부:정의대부 판예빈시사 김근중(金斤重)
- 증조부:전농정 김득우(金得雨) - 서운정 유개(柳開, 유성룡의7대조부)의 사위이며, 창평현령 유난옥(柳蘭玉, 유성룡의8대조부)의 손녀사위
- 조부: 예조정랑 봉례랑 김혁(金革) - 감찰규정 권희정(權希正)의 사위로 우의정 권진(權軫)과 처남매부간
- 부: 봉화현감 비안현감 김삼근(金三近,1390~1465)
- 부인:예천권씨 이조판서 예문관대제학 제평공 권맹손의 딸
- 동생:도승지 성균관대사성 사헌부대사헌 증이조판서 대제학 보백당 김계행(金係行)
  - (맏아들)세조~연산군 국사(國師) 등곡,황악산인 학조(學祖) 김영형(金永衡)
  - (둘째아들)사헌부감찰 합천군수 김영전(金永銓)
  - (세째아들)진사 봉사 김영균(金永鈞)
  - (네째아들)합천군수 수원부사 김영추(金永錘)
  - (다섯째아들)영천군수 사헌부장령 김영수(金永銖)
  - (조카) 영릉참봉 김극인(金克仁)
  - (조카) 진사 김극의(金克義)
  - (조카) 생원 김극례(金克禮)
  - (조카) 1490년 21세때요절 김극지(金克智)
  - (조카) 무과 문천군수 김극신(金克信)
    - 손자:동부승지 강원도관찰사 삼당 김영(金瑛)
    - 손자:시강원문학 평양서윤 증이조판서 김번(金璠)
    - 손자:찰방 형조좌랑 수군절도사 김순(金珣)
      - 증손자:신천군수 증좌찬성 김생해(金生海) - 성종의 아들 경명군 이침의 사위